# Qt Build Suite
Qt Build Suite (або коротко qbs) — складальний інструментарій, який розробляє проєкт Qt. Qbs використовує спрощений варіант мови QML для визначення сценаріїв складання проєкту, що дозволяє визначати досить гнучкі правила складання, в яких можуть підключатися зовнішні модулі, використовуватися функції на JavaScript і створюватися довільні правила складання. На відміну від qmake, qbs не прив'язаний до Qt і відпочатку розрахований на організацію складання будь-яких проєктів.
Проєкт був представлений у лютому 2012 року, тоді ще у надрах лабораторії Nokia. У травні 2013 qbs досяг того стану, при якому стало можливе зручне складання проєктів складності рівня Qt Creator, і для стимулювання використання qbs в інших проєктах, розробники вирішили присвоїти новому випуску qbs знаковий номер версії 1.0.
Використовувана в qbs мова сценаріїв адаптована для автоматизації генерації та розбору сценаріїв складання інтегрованими середовищами розробки. Крім того, qbs не генерує make-файли, а сам, без посередників, таких як утиліта make, контролює запуск компіляторів і компонувальників, оптимізуючи процес складання на основі детального графа всіх залежностей. Наявність початкових даних про структуру і залежностях у проєкті дозволяє ефективно розпаралелювати виконання операцій в декілька нитей. Для великих проєктів, що складаються з великого числа файлів і піддиректорій, продуктивність повторного перескладання з використанням qbs може випереджати make у рази — перескладання виконується майже миттєво і не змушує розробника витрачати час на очікування.

## Особливості qbs
- Дозволяє збирати проєкти для різних платформ у тій же командній оболонці (shell);
- Дозволяє паралельно збирати безліч конфігурацій одного проєкту;
- Надає швидкі інкрементальні складання[3];
- Використовує QML-подібна мова;
- Підтримується у Qt Creator;
- Не прив'язаний до версії Qt, тобто зміна використовуваної версії Qt не змушує змінювати версію інструментарію складання.

## Виноски
1. ↑  Разработчики Qt представили инструментарий для сборки проектов qbs. Архів оригіналу за 23 квітня 2015. Процитовано 1 травня 2015.
2. ↑  qbs 1.0.0 released. Архів оригіналу за 15 вересня 2015. Процитовано 1 травня 2015.
3. ↑  qbs reached mile stone 0.3. Архів оригіналу за 15 вересня 2015. Процитовано 1 травня 2015.